# 매슈 나이트
매슈 나이트(Matthew Knight, 1994년 2월 16일 ~ )는 캐나다의 배우이다.

## 출연 작품
- 더 굿 위치스 기프트 (2010)
- 구비 (2009)
- 그루지 3 (2009)
- 핀 온 더 플라이 (2008)
- 드레스덴 파일 (2007)
- 크리스마스 인 원더랜드 (2007)
- 포 더 러브 오브 어 차일드 (2006)
- 인터밋 스트레인저 (2006)
- 캔들스 온 베이 스트리트 (2006)
- 스킨워커스 (2006)
- 그루지 2 (2006)
- 내생애최고의경기 (2005)
- 빅 스펜더 (2003)